# Strafexpedition
Eine Strafexpedition ist ein militärischer Feldzug, der offiziell zum Ziel hat, das Verhalten einer Nation oder einer Volksgruppe zu bestrafen, der er gilt. Dabei wird in der Regel mit Gewalt gegen Personen (Geiselnahmen, Versklavung, Massenexekutionen etc.) und Sachen (Niederbrennen und/oder Plündern von Dörfern und Städten etc.) versucht, ein Drohszenario vor Gegenangriffen auf den Angreifer aufzubauen. Strafexpeditionen zielen in der Regel auf eine „Bestrafung“ der Zivilbevölkerung ab, wobei es nur wenig bis gar keinen organisierten Widerstand gibt. Dieser Begriff wird meistens beim Vorgehen gegen Kolonien oder annektierte Provinzen gebraucht.

## Beispiele
Ein Beispiel für eine fehlgeleitete Strafexpedition der USA ist das durch George Armstrong Custer zum Misserfolg geführte Unternehmen der 7. US-Kavallerie gegen die Sioux und Cheyenne, das in der Niederlage am Little Big Horn gipfelte.
Die britische Strafexpedition nach Benin beendete 1897 das Königtum Benin. Dabei wurden die Benin-Bronzen erbeutet.
Beispiele für koloniale Strafexpedition des Deutschen Reiches sind u. a. die Niederschlagung des Boxeraufstands in China 1900 mit der legendären Hunnenrede von Kaiser Wilhelm II. (Zitat: „Pardon wird nicht gegeben! Gefangene werden nicht gemacht!“) sowie die direkte oder indirekte Verfolgung und Ermordung großer Teile der Volksgruppen der Herero und Nama in der damaligen Kolonie Deutsch-Südwest (heute Namibia) 1904 bis 1908 beim Völkermord an den Herero und Nama. Auch im Pazifik gab es umfassende und regelmäßige Strafexpeditionen von Deutschen gegen Einheimische, etwa auf den Inseln Luf (1882/83) und Siar (1897).
Beispiele für Strafexpeditionen im Russischen Reich sind u. a. die Verfolgungen von Aufständischen in Sibirien durch die zaristischen Generäle Paul von Rennenkampff und Alexander Nikolajewitsch Möller-Sakomelski. In wenigen Monaten wurden so mehr als 1.000 Menschen erschossen, viele verhaftet und bestraft oder nach Sibirien verbannt sowie rund 300 Bauernhöfe niedergebrannt.
Auch bei der Niederschlagung der Russischen Revolution 1905 kam es zu Strafexpeditionen: Truppenverbände und Marinebataillone wurden in die Ostseeprovinzen Estland, Livland und Kurland geschickt, um eine schnelle Bestrafung der Aufrührer zu gewährleisten.